# Oberonia
Oberonia is een geslacht van ongeveer vierhonderd soorten orchideeën uit de onderfamilie Epidendroideae
Het zijn epifytische planten met een weinig opvallende bloeiwijze uit tropische streken van het Palearctisch gebied en Nieuw-Guinea.

## Naamgeving enetymologie
- Synoniem: Iridorchis Blume (1822)

Oberonia is door John Lindley vernoemd naar elfenkoning Oberon, omwille van de onopvallende bloempjes.

## Kenmerken
Oberonia-soorten zijn kleine tot middelgrote, epifytische, soms terrestrische planten zonder pseudobulben, met korte tot lange, rechtopstaande of hangende, gegroepeerde stengels en twee rijen elkaar overlappende, lijnlancetvormige, afgeplatte, vetbladachtige bladeren, en een eindstandige, langgerekte, cilindrische of kegelvormige dichtbloemige tros met tientallen kleine tot zeer kleine witte, rode of groene bloempjes.
De bloemen zijn niet-geresupineerde en hebben vrijstaande, uitgespreide, op elkaar lijkende kelk- en kroonbladen en een gebogen, al dan niet gelobde, getande of gekartelde bloemlip waarvan de basis als een enveloppe rond een zeer kort, vlezig gynostemium zit. Er zijn vier peervormige, wasachtige pollinia.

## Habitaten verspreiding
Oberonia-soorten komen vooral voor op bomen in schaduwrijke tropische bossen van zeeniveau tot 1500 m hoogte. Ze hebben een ruim verspreidingsgebied, van India over Zuidoost-Azië tot in Nieuw-Guinea.

## Taxonomie
Het geslacht Oberonia telt naargelang de gevolgde taxonomie 330 tot meer dan 400 soorten en is verdeeld in verschillende ondergeslachten en/of secties. Het zou volgens de meest recente DNA-onderzoeken een monofyletische groep zijn.